# ユランズ・ポステン
ユランス・ポステン（デンマーク語: Jyllands-Posten）はデンマークの高級紙。正式な名称はMorgenavisen Jyllands-Posten（[ˈmɒˀn̩æˌviˀsn̩ ˈjylænsˌpʰʌstn̩] ( 音声ファイル)）で"ユトランド郵便朝刊新聞"を意味する。デンマーク第二の都市オーフス郊外のViby Jに本社を有し、ウィークデイの売り上げは15万紙ほどになる。
1871年に創刊され、それ以来リベラルを掲げた紙面作りを行ってきた。政治的には右派に近いとされ、第二次世界大戦前にはイタリアにおけるムッソリーニの権力掌握を支持する記事を掲載した事がある。
2020年1月には、五星紅旗の星をCOVID-19のウイルスの形に描写する風刺画を掲載し、在デンマーク中国大使館から抗議を受けている。

## ムハンマドの風刺画を巡る問題
ユランス・ポステンの2005年9月30日の紙面にムハンマドの風刺画が掲載された。これに対してイスラム諸国とその国民が反発し外交問題に発展した。リビア、サウジアラビア、シリアの在デンマーク大使は本国に召還され、イスラム諸国でデンマーク製品の不買運動が呼びかけられた。
ムスリムおよびデンマークのリベラル派はユランズ・ポステンが報道の自由の権利を誤用していると非難している。これに対してユランズ・ポステンはムスリムの感情を傷付けたことを謝罪したが、どのような風刺であれタブーとしてはならないとしている。しかし2003年にイエス・キリストの風刺画の掲載を拒否していた事が明らかにされた。
デンマークの首相アナス・フォー・ラスムセンは問題の解決の為最大限の努力を払うと述べている。
ユランスは、新聞者の記事やインターネットのニュースなどでユランズと誤記されたことで拡散されてしまったが、原語の発音はユランズではなくユランスである。